# Joe Torregano
Joseph 'Joe' Torregano (New Orleans, 28 februari 1952 - Laplace (Louisiana), 6 oktober 2015) was een Amerikaanse jazzklarinettist en saxofonist die in allerlei brassbands in New Orleans speelde.

## Loopbaan
Torregano komt uit een muzikale familie: zijn opa speelde trompet (onder andere bij Original Tuxedo Brass Band), tot zijn neven behoren Don Albert en Victor Goines. Hij begon rond zijn vierde, vijfde piano te spelen, toen hij twaalf was ging hij zich toeleggen op de klarinet. Klarinetles kreeg hij onder andere van Willie Humphrey. Een belangrijke invloedsbron voor Torregano was Pete Fountain. Hij startte zijn loopbaan als professioneel muzikant bij de dixieland-band van Doc Paulin, waar hij kennismaakte met Greg Stafford, een trompettist waarmee hij veel zou samenspelen. Torregano speelde een jaar bij Paulin, daarna werd hij actief bij de Fairview Baptist Church Marching Band van Danny Barker. Hij studeerde muziekpedagogie aan Southern University in New Orleans (Bachelor), daarna gaf hij les op in totaal 23 scholen. Later bekend geworden musici die bij hem les hadden waren onder andere Kirk Joseph, Trombone Shorty en groepsleden van The Soul Rebels. Hij toerde met klarinettist Michael White en Greg Stafford in onder meer Japan en Duitsland. Met Stafford speelde hij in allerlei brassbands, waaronder tientallen jaren in de Young Tuxedo Brass Band, alsook in de Hurricane Brass Band van Leroy Jones en bijvoorbeeld de Olympia Brass Band. Hij heeft ook in het Witte Huis opgetreden, voor Nixon en Jimmy Carter. 
Torregano heeft samengespeeld met onder andere Lionel Hampton en Buddy Rich, en opgenomen met Paul McCartney. Pas in 2003 bracht hij een album onder eigen naam uit, "Joseph Torregano...A Jazzman at 50!", een album waarop onder meer Dave Bartholomew meespeelt. Kort voor zijn overlijden speelde hij met een kwartet en kwam hij met de plaat "It Had to Be You".
Torregano was tevens zo'n twintig jaar reserve-politieman bij de politie van New Orleans waar hij het bracht tot lieutenant.
In 2010 werd bij Torregan kanker geconstateerd. Hij overleed hieraan op 63-jarige leeftijd, in 2015.